# Ercole Grandi
Ne doit pas être confondu avec Ercole de' Roberti.
Pour les articles homonymes, voir Grandi.
Ercole Grandi ou Ercole da Ferrara (Ferrare, v.1463 - v.1525) est un architecte et peintre de la Renaissance italienne actif principalement à Ferrare.

## Biographie
Ercole Grandi est un architecte et peintre italien qui fut l'élève du peintre Lorenzo Costa.
À la suite d'une erreur de Giorgio Vasari il est souvent confondu avec Ercole de' Roberti surnommé Ercole Ferrarese.
Grandi est enregistré comme « maître » en 1489 à la Cour d'Este à Ferrare.
En 1495, il réalise les dessins préparatoires de la façade, intérieur et la décoration en marbre de l'église Santa Maria in Vado à Ferrare, exécutée par Biagio Rossetti, Bartolomeo Tristano et Antonio di Gregorio. Par la suite, l'église a été profondément modifiée
En 1495 Grandi a réalisé un projet pour une statue équestre en bronze d'Ercole Ier d'Este, dont seul le socle a été finalement réalisé. Il a également été crédité de la conception de la « Porta dei Leoni » au Palazzo Castelli et de la décoration du pilastre du Palazzo dei Diamanti, à Ferrare.

## Œuvres
- Conversion de Paul, National Gallery, Londres,
- Fresques, église de San Pietro Martire, (aujourd'hui démolie), Ferrare,